# Majola
Majola – imię żeńskie pochodzenia łacińskiego, od słowa oznaczającego "maj". Patronem tego imienia jest św. Majol, opat Cluny (X wiek).
Majola imieniny obchodzi 11 maja.